# Tropidauchen
Tropidauchen is een geslacht van rechtvleugeligen uit de familie Pamphagidae. De wetenschappelijke naam van dit geslacht is voor het eerst geldig gepubliceerd in 1887 door Saussure.

## Soorten
Het geslacht Tropidauchen omvat de volgende soorten:
- Tropidauchen aelleni Dirsh, 1952
- Tropidauchen cristatum Mishchenko, 1951
- Tropidauchen flavipes Mishchenko, 1951
- Tropidauchen iranicum Werner, 1939
- Tropidauchen marginatum Bolívar, 1912
- Tropidauchen predtetshenskii Mishchenko, 1951
- Tropidauchen securicolle Saussure, 1887
- Tropidauchen serratum Mishchenko, 1951
- Tropidauchen viridis Bey-Bienko, 1950